# Kawkab Hefni Nassef
Kawkab Hefni Nassef (20 de abril de 1905 - 1999), fue la primera cirujana egipcia.

## Biografía
Su padre la matriculó en la escuela sunita, pero fue expulsada en 1919, después de su participación con sus compañeros en las manifestaciones revolucionarias contra la ocupación británica, pero después de eso Continuó su educación escolar en la escuela "Al-Hilmiyeh", hasta que obtuvo una beca en Londres para estudiar medicina, y estuvo entre las "cinco" mujeres egipcias que recibieron esta oportunidad en 1922, la más destacada de las cuales era Helena Sedarius. Aprendió cirugía con el Dr. "Naguib Mahfouz", y trabajó al comienzo de su carrera médica en el Hospital Inglés de Kitchener "Shoubra General ahora", y después de demostrar su valía, tomó el puesto de "Hakimbashi" después de que él fuera limitada al inglés, entonces la primera mujer en unirse a un sindicato de médicos, y continuó practicando la medicina durante más de treinta años hasta que se jubiló en 1965.

## Obras
- أLa primera niña en ejercer la medicina en Egipto..[3]
- La primera chica en ocupar el cargo de Hakimbashi en 1962[3]
- أLa primera sindicalista egipcia en el Sindicato de Médicos..[3]
- La primera doctora en realizar cesáreas en Egipto.[3]
- Fundó la primera escuela de enfermería en Egipto.[4]

## Distinciones
Fue honrada por el expresidente "Mohamed Anwar Sadat", donde recibió el Premio de Apreciación del Estado en ciencias y artes..

## Fallecimiento
Ella murió en 1999.